# Louis Deland
Louis Joseph Marie Deland, född 25 april 1772 i Stockholm, död 15 april 1823, var en svensk sångare, skådespelare och balettmästare på Kungliga Baletten. Han var farbror till skådespelarna Pierre Deland och Fredrik Deland.

## Biografi och karriär
Louis Delands far Louis-Antoine Deland kom från Luxemburg och var lakej, frisör och parfymör till drottning Sofia Magdalena. 
Deland debuterade på scen vid tio års ålder 1783 och sändes därpå av Gustav III att utbildas till dansare i Paris. Han återvände till Sverige 1792 och anställdes som aktör, sångare och premiärdansare. Han blev landets främste dansare, han hade en vacker sångröst och passade mycket bra till komiska roller. Hans samspel med Lars Hjortsberg (som han ansågs jämbördig med) och Carl Schylander ansågs mästerligt, och han ansågs vara en naturbegåvning som blev ett med sin roll.
År 1803 utnämndes han till andre balettmästare och 1809 till förste dansmästare, en position han hade till 1820. Han efterträdde därvid Federico Nadi Terrade, 1759–1835, som varit vid operabaletten sedan 1795. Deland komponerade många pantomimbaletter, karaktärsdanser och divertissement. Han författade baletten En komisk balett, som 1796–1809 gavs 127 gånger och var den populäraste av alla baletter som spelade på Operan under hela 1800-talet; vanligen spelades baletter bara 3–4 gånger; den andra baletten var La Fille mal gardée med 54 föreställningar 1812–1842.
Delands karriär tog slut då han började förlora minnet. Hans roller övertogs då av Per Erik Sevelin.
Deland gifte sig 1811 med skådespelaren Maria Rydberg, aktiv både på Stenborgs Teater och i landsorten och slutligen anställd vid Dramaten 1809–1829. Deras dotter Josefina Deland var en på sin tid känd feminist.

## Roller
| År   | Roll             | Produktion                   | Regi | Teater                  |
| ---- | ---------------- | ---------------------------- | ---- | ----------------------- |
| 1793 | En kaparkapten   | Mirza och Lindor             |      | Gustavianska operahuset |
| 1793 | Dansare          | Alcides inträde i världen    |      | Arsenalsteatern         |
| 1795 | Albert           | Lodoiska                     |      | Gustavianska operahuset |
| 1796 | Anders           | De gamle friarne             |      | Gustavianska operahuset |
| 1796 | Simon            | Renaud d'Ast                 |      | Gustavianska operahuset |
| 1796 | Husca            | Caravanen                    |      | Gustavianska operahuset |
| 1797 | Don Juan         | Rövarekulan                  |      | Arsenalsteatern         |
| 1797 | Figaro           | Barberaren i Sevilla         |      | Arsenalsteatern         |
| 1799 | Leander          | Den talande tavlan           |      | Arsenalsteatern         |
| 1799 | Germain          | Den unge arrestanten         |      | Gustavianska operahuset |
| 1799 | Poeten           | Teaterdirektören             |      | Arsenalsteatern         |
| 1799 | Frontin          | Den unga bruden              |      | Gustavianska operahuset |
| 1799 | George Maigret   | Prinsessan af Zamora         |      | Arsenalsteatern         |
| 1799 | Sabord           | Den lilla matrosen           |      | Arsenalsteatern         |
| 1799 | Panurge          | Panurge på Lanterne-ön       |      | Gustavianska operahuset |
| 1800 | Fabio            | Camilla                      |      | Gustavianska operahuset |
| 1800 | Niklas           | Tanddoktor                   |      | Arsenalsteatern         |
| 1800 | Plumper          | Major Palmer                 |      | Gustavianska operahuset |
| 1800 | René             | De oförmodade händelserna    |      | Arsenalsteatern         |
| 1800 | Baptiste         | Enleveringen                 |      | Gustavianska operahuset |
| 1800 | En faun          | Diana och kärleken           |      | Gustavianska operahuset |
| 1801 | Thibault         | Sömngångaren                 |      | Arsenalsteatern         |
| 1802 | Mars             | Venus och Adonis             |      | Gustavianska operahuset |
| 1802 | Zozo             | Gubben i Bergsbygden         |      | Gustavianska operahuset |
| 1802 | Filip            | Den bortförda fästmön        |      | Arsenalsteatern         |
| 1803 | Pan (danssolist) | Anacreon på Samos            |      | Gustavianska operahuset |
| 1803 | Carl             | Kvinnorna och förtroendet    |      | Arsenalsteatern         |
| 1804 | Rävklo           | Målaren och modellerna       |      | Arsenalsteatern         |
| 1804 | Duléger          | Dansvurmen                   |      | Gustavianska operahuset |
| 1804 | Crispin          | Den nye Don Quichotte        |      | Arsenalsteatern         |
| 1805 | Crispin          | Den föregifvna skatten       |      | Arsenalsteatern         |
| 1805 | Sorback          | Leheman                      |      | Gustavianska operahuset |
| 1805 | Mervall          | Ung klok och gammal tok      |      | Arsenalsteatern         |
| 1805 | Longino          | Slottet Montenero            |      | Gustavianska operahuset |
| 1808 | Chalmueaux       | Herr des Chalumeaux          |      | Arsenalsteatern         |
| 1809 | Kuluff           | Kuluff                       |      | Arsenalsteatern         |
| 1810 | Lesbino          | Griselda                     |      | Gustavianska operahuset |
| 1810 | Frontin          | En fjärdedels timmas tystnad |      | Arsenalsteatern         |
| 1810 | De la Danière    | Fästmännerne                 |      | Gustavianska operahuset |
| 1811 | Dandini          | Cendrillon                   |      | Gustavianska operahuset |
| 1811 | Bahadar          | Alina, regina di Golconda    |      | Gustavianska operahuset |
| 1811 | Mäster Jacques   | Det lyckliga trolleriet      |      | Gustavianska operahuset |
| 1812 | Papageno         | Trollflöjten                 |      | [ 1 ]                   |
| 1812 | Pedrillo         | Den Avbrutna Offerfesten     |      | Gustavianska operahuset |
| 1813 | Renval           | Den Avbrutna konserten       |      | Gustavianska operahuset |
| 1813 | Julio            | Picaros och Diego            |      | Gustavianska operahuset |
| 1813 | Leporello        | Don Juan                     |      | Gustavianska operahuset |
| 1814 | Blundström       | De löjliga Mötena            |      | Gustavianska operahuset |
| 1814 | Pedrillo         | Enleveringen ur Seraljen     |      | Gustavianska operahuset |
| 1816 | Silenus          | Eglé                         |      | Gustavianska operahuset |